# كينكس (فريق روك)
كينكس (بالإنجليزية: The Kinks)‏ فريق روك إنجليزي تشكل في موسويل هيل، شمال لندن، في عام 1964 من الأخوين راي وديف ديفيز. يعتبر واحد من أكثر فرق الروك تأثيرًا في الستينات. ظهر الفريق في ذروة الإيقاع والبلوز البريطانيين British rhythm and blues وميرسيبيت Merseybeat، وكان لفترة وجيزة جزءًا من الغزو البريطاني British Invasion للولايات المتحدة حتى حظر الجولات في عام 1965 (نتيجة القتال المستمر بين الأخوين). أصبحت أغنيتهم الثالثة، التي كتبها راي ديفيز «لقد أستوليتِ علي حقًا You Really Got Me» نجاحًا عالميًا، وتصدرت القوائم في المملكة المتحدة ووصلت إلى المراكز العشرة الأولى في الولايات المتحدة. تأثرت موسيقاهم بمجموعة واسعة من الأنواع، بما في ذلك النوع الأمريكي «آر آند بي R&B» وأيضًا الروك آند رول. تبنّى الفريق منذ البداية نوع الموسيقى المعروف باسم «موسيقى القاعات music hall» المعروف من العصر الفيكتوري، وأيضًا الفلكلور والموسيقى الريفية. اكتسبوا سمعة طيبة في تمثيل الثقافة الإنجليزية وأسلوب الحياة، والتي يغذيها أسلوب راي ديفيز في الكتابة المرصودة بذكاء.

## أعضاء الفريق الحاليين
- راي ديفيز: غناء رئيسي ومساند، جيتار إيقاع، لوحات مفاتيح، هارمونيكا (1964-1997)  (2018 إلى الوقت الحاضر)[7]

- ديف ديفيز: جيتار رئيسي، دعم وغناء رئيسي، لوحات مفاتيح احيانًا (1964-1997، 2018 إلى الوقت الحاضر)[8]

- ميك أفوري: طبول، إيقاع (1964-1984، 2018 إلى الوقت الحاضر)[9]

## أهم أغاني الفريق
- لقد أستوليتِ علي حقًا 1964 You Really Got Me[10]

- غروب الشمس في واترلو 1967 Waterloo Sunset[11]

- لولا 1970 Lola[12]

- بعد ظهر مشمس 1966 Sunny Afternoon[13]

- كل يوم وطوال الليل 1964 All Day and All of the Night[14]

## وصلات خارجية
- الموقع الرسمي
- كينكس (فريق روك) على مشروع الدليل المفتوح